# فرناندو سوکره
فرناندو سوکره با بازی آموری نولاسکو یک شخصیت خیالی از مجموعه تلویزیونی آمریکایی فرار از زندان است. او به عنوان هم سلولی قهرمان سریال، مایکل اسکافیلد (با بازی ونتورث میلر) به سریال در قسمت آزمایشی معرفی می شود که به سرعت تبدیل به یک شخصیت اصلی سریال می شود.

## حضور

### فصل اول
او هم سلولی مایکل در زندان فاکس ریور است نامزد او  یعنی ماری کروز را به زور مجبور به ازدواج با فرد دیگری می کنند.
و او برای جلوگیری از این ازدواج تصمیم به فرار می گیرد و در نقشه فرار با مایکل همکاری میکند.

### فصل دوم
در فصل دوم متوجه می‌شود که نامزدش به آن مرد جواب منفی داده است او با نامزدش به مکزیک می رود اما در آنجا او را گم می کند.

### فصل سوم
او در این فصل متوجه می‌شود که نامزدش به آمریکا برگشته است. او برای فرار مایکل از سونا به او کمک می‌کند.

### فصل چهارم
در فصل چهارم او به آمریکا باز می گردد و در آنجا به مایکل برای پیدا کردن سیلا کمک می‌کند و در نهایت آزاد می شوند.و نامزدش را پیدا می کند .

### فصل پنجم
در فصل پنجم او در یک کشتی باربری کار میکند و برای فرار مایکل از دست داعش به او کمک میکند .